# Chromatomyia asteris
Chromatomyia asteris är en tvåvingeart som beskrevs av Friedrich Georg Hendel 1934. Chromatomyia asteris ingår i släktet Chromatomyia och familjen minerarflugor.
Artens utbredningsområde är Danmark. Arten är reproducerande i Sverige. Inga underarter finns listade i Catalogue of Life.